# Front Nacional Somali
El Front Nacional Somali (FNS) és un moviment polític de Somàlia basat en el subclan marehan del grup dels darod. Agrupava inicialment als partidaris del general Siad Barre.
Els militars lleials a Barre havien començar a finals de 1990 a organitzar una milícia dels marehan, l'únic subclan que restava fidel al règim, especialment per combatre els rebels. El març de 1991, les restes de les forces militars i aquestes milícies van constituir el Front Nacional Somali i el seu braç armat l'Exèrcit Nacional Somali.
Fou el mateix general Barre el que va assolir el comandament. L'abril de 1991 Barre fou derrotat per les forces del Congrés de la Somàlia Unificada però l'estiu de 1991 va ocupar Baidoa on es va establir, fins que l'abril del 1992 les seves forces foren expulsades de la ciutat per les milícies del Congrés de la Somàlia Unificada de Aydid aliat a una facció del Moviment Democràtic de Somàlia (i amb l'altra facció cooperant a la lluita). Després de la derrota Barre, ja una mica senil, va retirar-se a Kenya i va deixar el comandament. L'ajut rebut d'alguns dels seus aliats internacionals li va permetre el 1991 i 1992 refer el seu equipament.
La direcció màxima del moviment correspon al 21è Comitè però la seva composició no és coneguda; se suposa que en fan part els generals Ganni i Ali Samatar (aquest darrer primer ministre diverses vegades i el seu home de confiança, però que oficialment viu exiliat a Itàlia) però cap dels dos fou present a la reunió que es va celebrar a Kismaayu el 5 de gener del 1992. El general Ganni està emparentat amb el general Morgan, gendre de Barre. La presidència del moviment correspongué a Muhammad Siad Hersi, àlies Morgan.
Dins el moviment hi havia dos faccions principals: el grup de lleials de Barre i fidels del clan marehan, que proposaven reconquerir Mogadiscio per les armes i restaurar el poder polític del clan Marehan; i el grup dels moderats que proposaven que els marehan demanessin perdó a altres grups per la repressió durant la dictadura i es reconciliessin amb la resta de clans, encapçalats pel general "Masale"; el general Morgan (un majeerteen subclan dels darod) era del sector dur, però contemporitzava amb els moderats.
El 5 de gener de 1992 el Front va reconèixer a Ali Mahdi (un Hawiye) com a president, no tant per acceptar-lo a ell sinó per ser enemic d'Aydid, considerat el principal enemic del Front. Després de la conquesta de la base aèria de Balli-Dogle a només 100 km a l'oest de Mogadiscio (abril de 1992) els intents de reconciliació amb els hawiye es van aturar, i tot seguit, derrotat el Front en un intent contra Baidoa (finals del 1992), es va haver de retirar cap al Jubaland. Els marehan, d'acord amb la tradició somali, haurien de ser castigats col·lectivament pels crims de Barre, i això impulsa al clan a seguir la lluita (l'Aliança representava principalment als subclans hawarsame rer hasan i habar yaqub dels marehan)
Morgan es va aliar al Moviment Patriòtic Somali de Gabylow (ogadeni) i molts darods van entrar en aquesta organització que alguns estrategs de Barre no marehans pretenien convertir en el moviment que reagrupés als seus partidaris. El Moviment Patriòtic Somali-facció de Jess en canvi s'oposava a Morgan, que també tenia enemics dins del Front Nacional, ja que no era marehan. Amb faccions d'aquestes dues forces Morgan dominava Jubaland (1993-1999) nominalment com a cap militar del Moviment Patriòtic Somali. Una facció del Front va signar l'acord de pau d'Addis Abeba el 1993.
El 1998 el Front controlava algunes zones de Jubaland i estava dirigit pel General Omar Haji Mohamed "Masale", autoproclamat president del grup, que el 14 de març del 1998 es va enfrontar a Al-Itihad Islamiya (que van conquerir el districte de El-Wak a Gedo). El 5 d'agost de 1998 les dues organitzacions van fer les paus. Masale es va aliar a Aydid jr. i es va oposar a les directrius del seu antic aliat Etiòpia. El president del grup Ali Nur Mohamed Mukhtar, que volia continuar aliat a Etiòpia, fou mort el 8 d'abril de 1999 a Belet-Hawa (a Gedo) junt amb el comissionat del districte de Bardera, per la facció oposada a Etiòpia, però un nou cap de milícia, Mohamed Sheik Ali Buraleh, se'n va proclamar president; les milícies lleials a Masale foren atacades a Burdhubo i es van retirar a Belet-Hawa.
Masale va participar en el procés de pau de Djibouti (2000) però va retirar el suport al Govern Nacional de Transició, i el seu grup va patir defeccions cap a altres organitzacions. L'altra facció, amb ajut etíop, va combatre a les milícies d'al-Ittihad Islamiya basades a Luuq. El setembre del 1999 Garbahaarrey fou ocupada per Masale expulsant al grup pro etíop de Ahmed Sheikh Buraleh. Aquest va donar suport al Govern Nacional de Transició (2001) i es va enfrontar amb el coronel Abdirizak Isak Bihi, un marehan, cap de clan a Butlla-Hawa, que prengué el control de l'organització; va dirigit un atac contra Garbahaarrey, i la va ocupar però va tornar després al control del GNT per pressió de la població.
El 2003 apareixien com a caps principals Mohammed Sayd Aden (del clan rahanweyn) i el coronel Abdirizak Isak Bihi. Aquest darrer va donar suport al Govern Federal de Transició (GFT) i fou nomenat ministre de defensa, càrrec que va deixar el 2005 però continuà lleial al govern.